# نادي السلط لكرة اليد
نادي السلط لكرة اليد من فرق المقدمة في المملكة الأردنية الهاشمية وهو منافس على بطولات الأردن المحلية، وحقق كذلك انجازات على صعيد البطولات الودية والمحلية وحتى الاسيوية حين احتل المركز الرابع في بطولة بطولة آسيا للأندية لكرة اليد التي اقيمت في عمان 1998 , وشارك في العديد من البطولات الودية على صعيد الاندية .
حقق لبفريق أفضل إنجاز خارجي عندما أحرز المركز الثاني في بطولة الشيخ زايد الدولية التي أقيمت في مدينة العين الإماراتية عام 2006 وشارك بها نخبة من الفرق العربية، كما حصل الفريق على لقب بطولة السلط الدولية، وشارك في العديد من البطولات العربية والآسيوية.

## بطولات فريق اليد في نادي السلط
| البطولة                  | عدد البطولات | المواسم                                  |
| ------------------------ | ------------ | ---------------------------------------- |
| كأس الأردن لكرة اليد     | 10           | 2018 - 2019 \| 2020 - 2019               |
| درع الاتحاد              | 6            | 2002، 2003، 2004، 2005، 2007، 2008       |
| دوري أندية الدرجة الأولى | 7            | 1989، 2002، 2003، 2004، 2005، 2006، 2007 |

سجل المدربين الحاصلين على لقب الدوري مع نادي السلط
| الموسم | البطل | عدد القاب النادي | المدرب    | عدد القاب المدرب | موقع النادي |
| ------ | ----- | ---------------- | --------- | ---------------- | ----------- |
| 2002   | السلط | 1                | ظافر صاحب | 5                | السلط       |
| 2003   | السلط | 2                | ظافر صاحب | 6                | السلط       |
| 2004   | السلط | 3                |           |                  | السلط       |
| 2005   | السلط | 4                |           |                  | السلط       |
| 2006   | السلط | 5                |           |                  | السلط       |
| 2008   | السلط | 6                |           |                  | السلط       |
| 2013   | السلط | 7                |           |                  | السلط       |
| 2017   | السلط | 8                |           |                  | السلط       |
| 2018   | السلط | 9                |           |                  | السلط       |

## روابط إضافية
الدوري الأردني لكرة اليد